# Julian Perkal
Julian Perkal (ur. 24 kwietnia 1913 w Łodzi, zm. 17 września 1965 we Wrocławiu) – polski profesor, matematyk zajmujący się głównie matematyką stosowaną. Kierownik Katedry Zastosowań Matematyki, Fizyki i Chemii Uniwersytetu Wrocławskiego (1960–1965) i dziekam Wydziału Matematyki, Fizyki i Chemii UW (1956–1958). Członek PAN. 
Założyciel Polskiego Towarzystwa Biometrycznego, którego był pierwszym prezesem (1961–1965). Redagował założone przez siebie w 1964 czasopismo „Listy Biometryczne”, które było organem tego towarzystwa (ob. „Biometrical Letters”). 
Udowodnił, że dla przypadku n=3 problem geometryczny Karola Borsuka ma pozytywne rozwiązanie. 